# ロッキード・マーティン
ロッキード・マーティン（Lockheed Martin、NYSE:LMT）は、アメリカ合衆国の航空機・宇宙船の開発製造会社。1995年にロッキードとマーティン・マリエッタの合併により誕生した。この様な所以で社のロゴは旧マーティン・マリエッタの書体と旧ロッキードの星を組み合わせたものとなっている。
ロッキード・マーティンは、ボーイング、BAEシステムズ、ノースロップ・グラマン、ジェネラル・ダイナミクス、レイセオンなどとともに、世界の主要な軍需企業である。ストックホルム国際平和研究所が発行するSIPRI Yearbookによると、軍需部門の売上高の世界ランキングは、1998年 - 2000年は1位、2001年 - 2002年は2位、2003年は1位、2004年 - 2006年は2位、2007年は3位、2008年は2位、2009年 - 2010年は1位である。
2020年現在で世界の最新鋭ステルス戦闘機であるF-22やF-35の開発・製造を行っていることで有名である。極秘先進技術設計チーム「スカンクワークス」が多数の傑作軍用機を生み出したことでも有名である。日本語では「ロッキード・マーチン」と表記されることもある。

## 歴史
1994年3月からロッキード社とマーティン・マリエッタ社の間で、合併交渉が開始された。両社の株主総会において合併が承認され、1995年3月15日にロッキード・マーティン社が誕生した。合併においてロッキードに残された事業は、現在のL-3 コミュニケーションズとなっている。
1998年に新たな航空機開発に力を入れるため、それまで行ってきたノースロップ・グラマンとの合併交渉を中止した。
2015年11月6日付けにて、複合企業ユナイテッド・テクノロジーズの一部門であったシコルスキー・エアクラフトが傘下となった。

## 組織

### 先進設計開発
- スカンクワークス[13]

### 航空工学

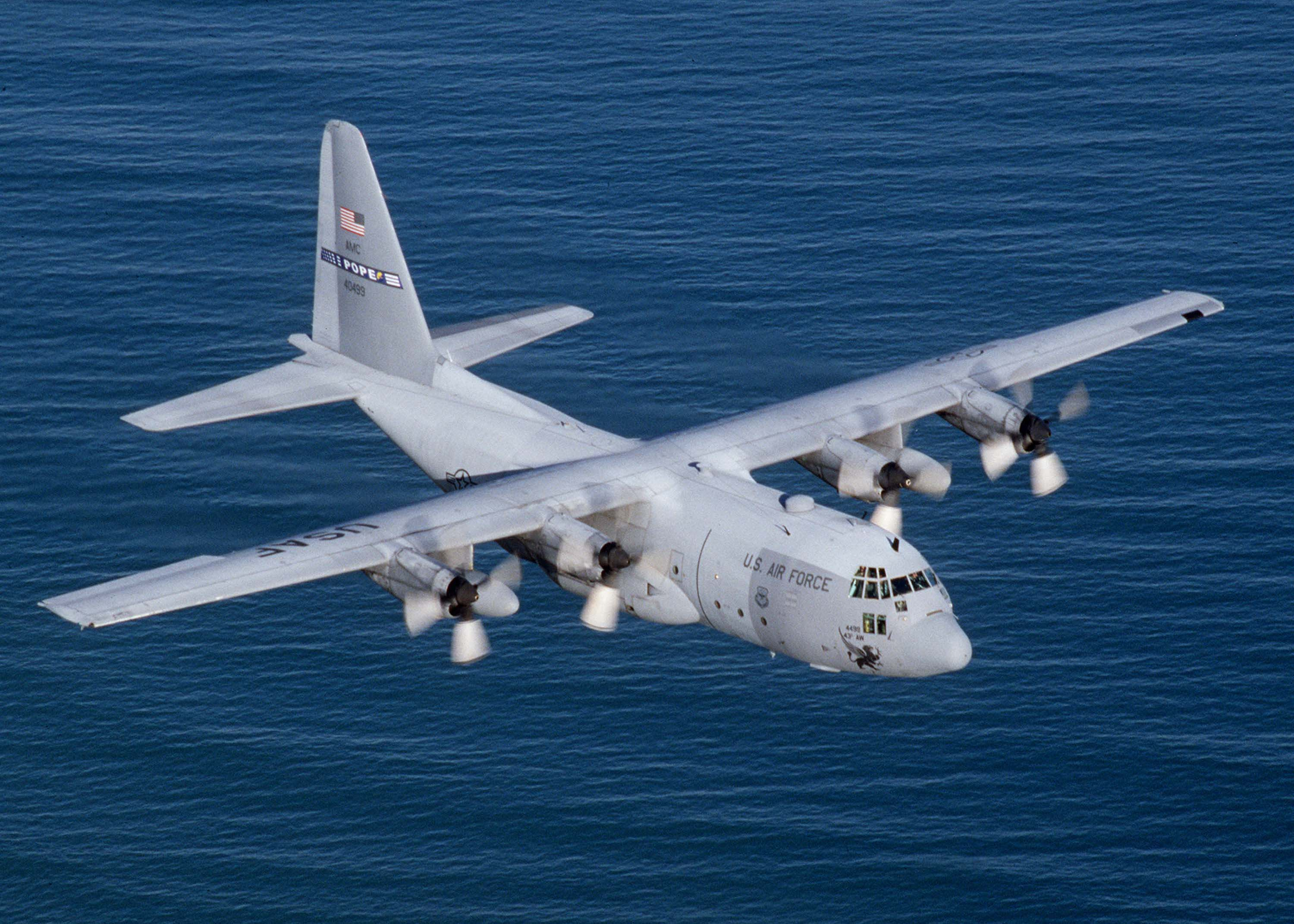
C-130ハーキュレスはC130Jなどの派生型とともに1950年代から現在まで製造されている。

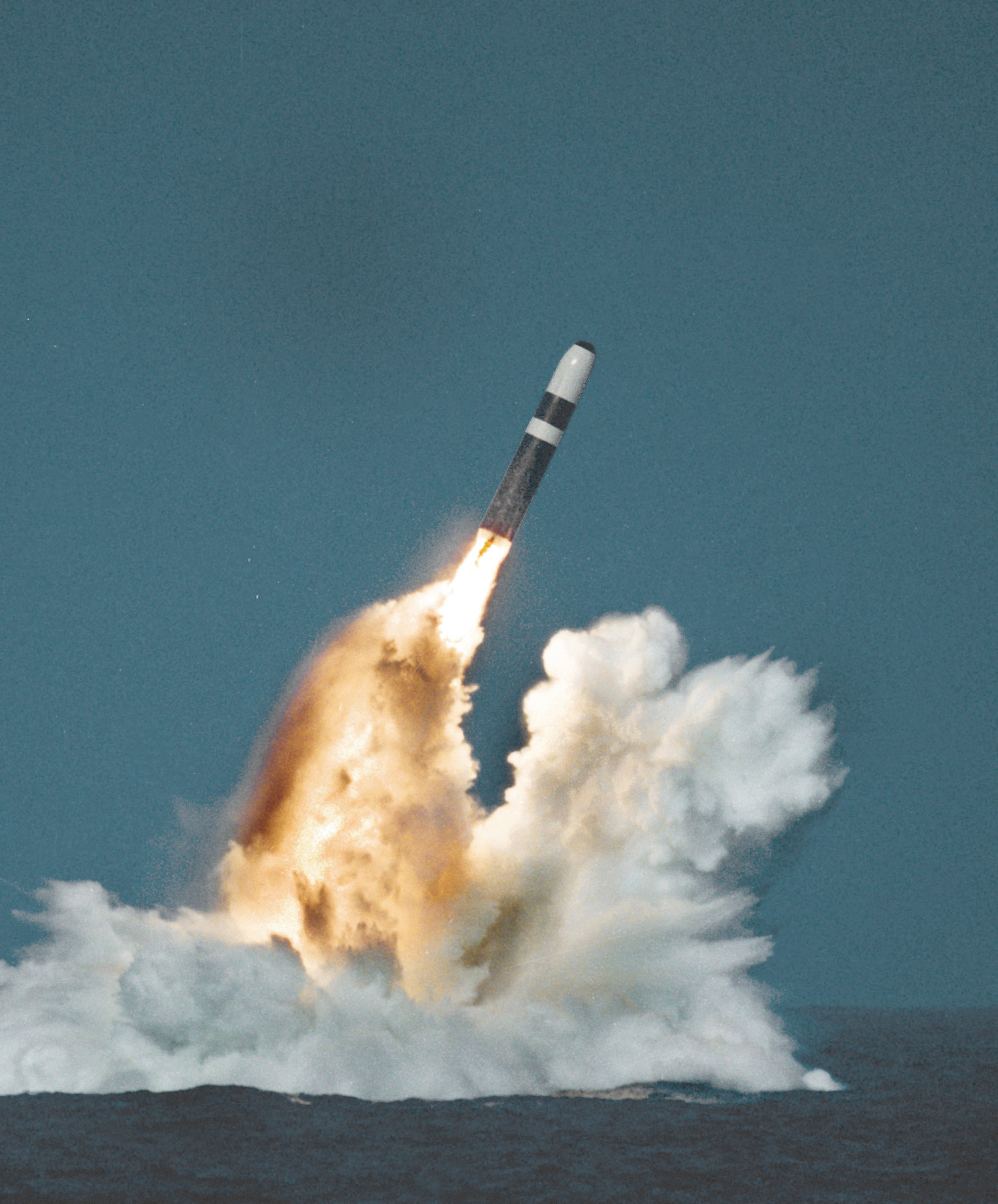
トライデントミサイルを発射する潜水艦。

- ロッキード・マーティン・エアロノーティクス（英語版）

### ミサイル・火器管制
- ロッキード・マーティン・ミサイル火器管制（英語版） - 高機動ロケット砲システム等

### ロータリー・アンド・ミッション・システム
（水陸空海中作戦用資材）
- ロッキード・マーティン・ロータリー・アンド・ミッション・システムズ（英語版） - イージズ交戦システム等
- シコルスキー・エアクラフト - ユナイテッド・テクノロジーズから買収
  - シュワイザー・エアクラフト　- 元はノースロップ・グラマン、ライアン・エアロノーティカル（英語版）系列

### 宇宙
- ロッキード・マーティン・スペース・システム（英語版）

### その他
- ロッキード・マーティン・イギリス（英語版）
- ロッキード・マーティン・カナダ（英語版）
- ロッキード・マーティン・オーストラリア（英語版）
- ロッキード・マーティン・コリア
- ロッキード・マーティン先端技術研究所（英語版）
- LMCプロパティーズ
- ロッキード・マーティン・エンタープライズ・ビジネス・サービス
- ロッキード・マーティン・ファイナンス
- SIMインダストリーズ

### 合弁会社
- ロッキード・マーティン・アレニア・タクティカル・トランスポート・システム（英語版） - アレニア・アエロナウティカ（英語版）（イタリア）

- 中距離拡大防空システム（英語版） - NATO、エアバス・グループ
- スペース・イメージング（英語版） - レイセオン（商用衛星画像サービス）
- ユナイテッド・ローンチ・アライアンス（英語版） - ボーイング
- ジャベリン・ジョイント・ベンチャー - レイセオン
- ロングボウLLC - ノースロップ・グラマン
- ユナイテッド・スペース・アライアンス（英語版） - ボーイング（ロックウェル・インターナショナル）
- ケリー・アヴィエーション・センター - GE、ロールスロイス（テキサス州）
- プロテクターUSV（英語版） - ラファエル・アドバンスド・ディフェンス・システムズ（無人陸上機）
- ディフェンス・サポート・サービス (DS2) - デイ・アンド・ジマーマン（英語版）[14]
- タタ・ロッキード・アエロストラクチャーズ - タタ・アドバンスト・システムズ（タタ・グループ）
- アドバンスト・ミリタリー・メンテナンス・リペア・アンド・オーバーホール・センター (AMMROC) - ムバダラ・ディベロプメント・カンパニー（英語版）

### 売却した会社
- パシフィック・アーキテクト・アンド・エンジニア（英語版） (PAE) [15]
- インターナショナル・ローンチ・サービス（英語版） - クルニチェフ国家研究生産宇宙センター、S.P.コロリョフ ロケット&スペース コーポレーション エネルギアとの合弁会社

## 製品
合併前のロッキード時代には、旅客機の開発も行っていたが、2012年度の決算では売上高や営業利益の大部分は戦闘機・軍用輸送機・人工衛星・ミサイル・スペースシャトルなどのアメリカ国防総省やアメリカ航空宇宙局からの受注契約である。2010年度の売り上げの78%は軍需である。
合併後も、F-22ラプターが米空軍に、またF-35ライトニングIIが各国軍により採用されている。20世紀後半以降は海軍の装備開発にも積極的に乗りだしており、イージスシステムや各種艦載ミサイル及びそのVLS等を提供している。日本のスカパー!e2などが利用している通信衛星のN-SAT-110も、ロッキード・マーティンが製造した。
ここでは、ロッキードとマーティンの合併後も生産が続いたものを取り上げる。

### 航空機

#### 軍用機

##### 現ロッキード・マーティン製
戦闘機
- FB-22 ストライクラプター（計画のみ）
- F-35 ライトニングII
- F-22 ラプター（ボーイングと共同開発）

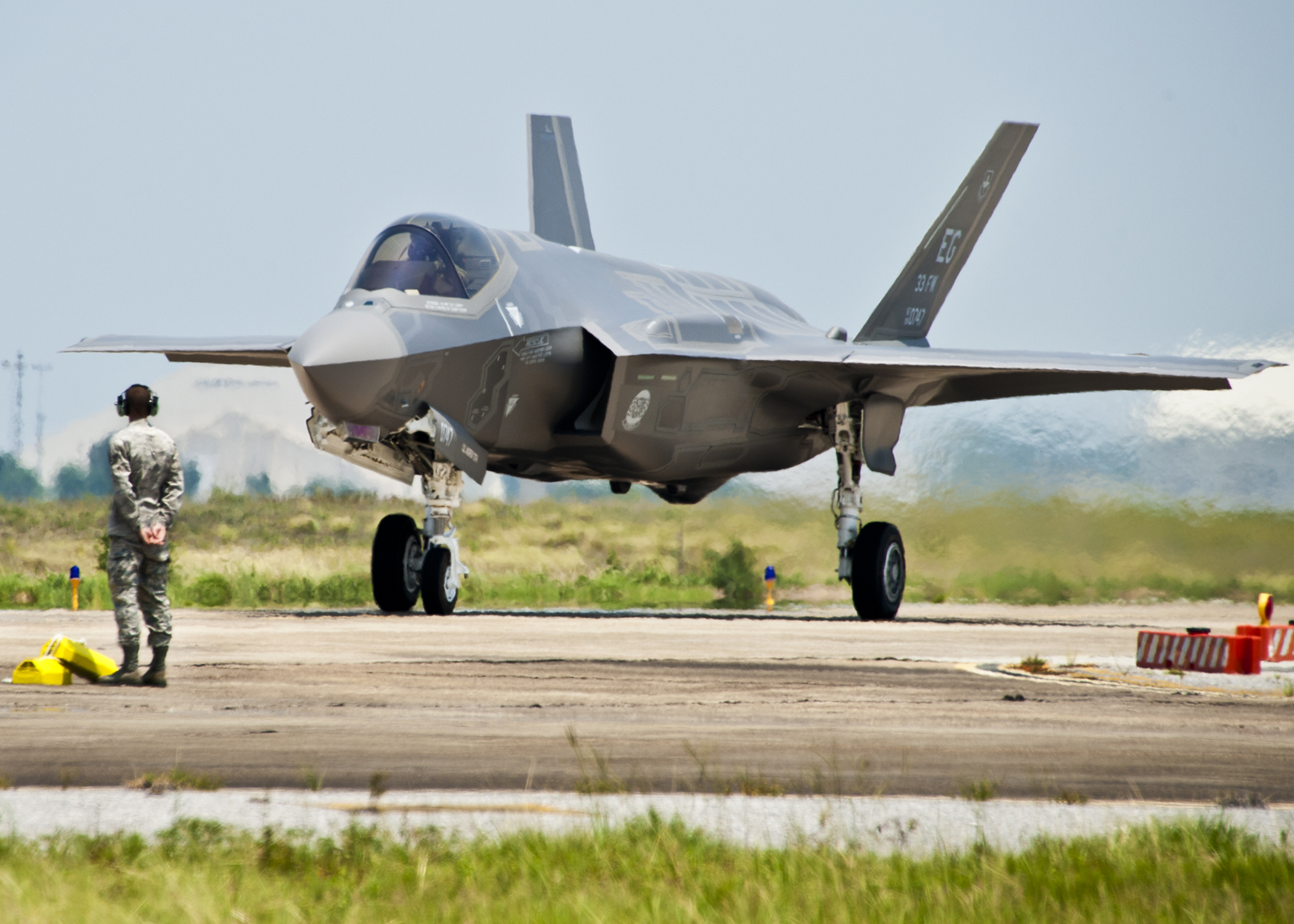
F-35A

- F-16 ファイティング・ファルコン（ジェネラル・ダイナミクスから事業買収により取得）
- F-2（三菱重工業と共同開発）

偵察機
- SR-72
- RQ-170 センチネル
- RQ-3 ダークスター（ボーイングと共同開発、計画中止）

ティルトローター
- V-280 ヴェイラー（ベル・ヘリコプターと共同開発中）

回転翼機
- VH-71 ケストレル（ベル・ヘリコプター、アグスタウェストランドと共同開発、計画中止）

実験機
- Falcon HTV2
- X-55
- X-56
- ポールキャット

##### 旧ロッキード製

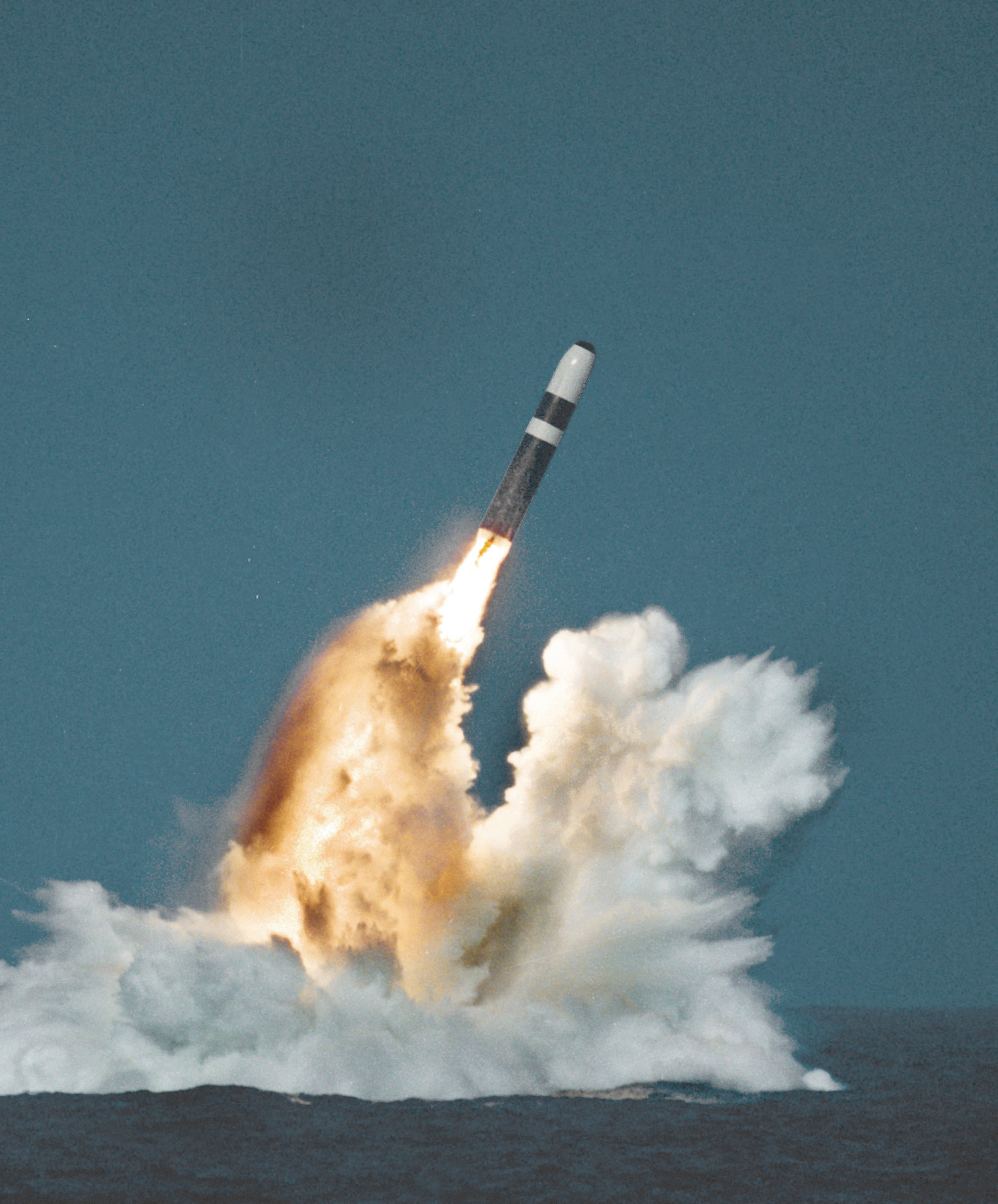
トライデント II

戦闘機
- F-117 ナイトホーク
- F-104 スターファイター
- F-94 スターファイア
- YF-12
- F-80 (P-80) シューティングスター

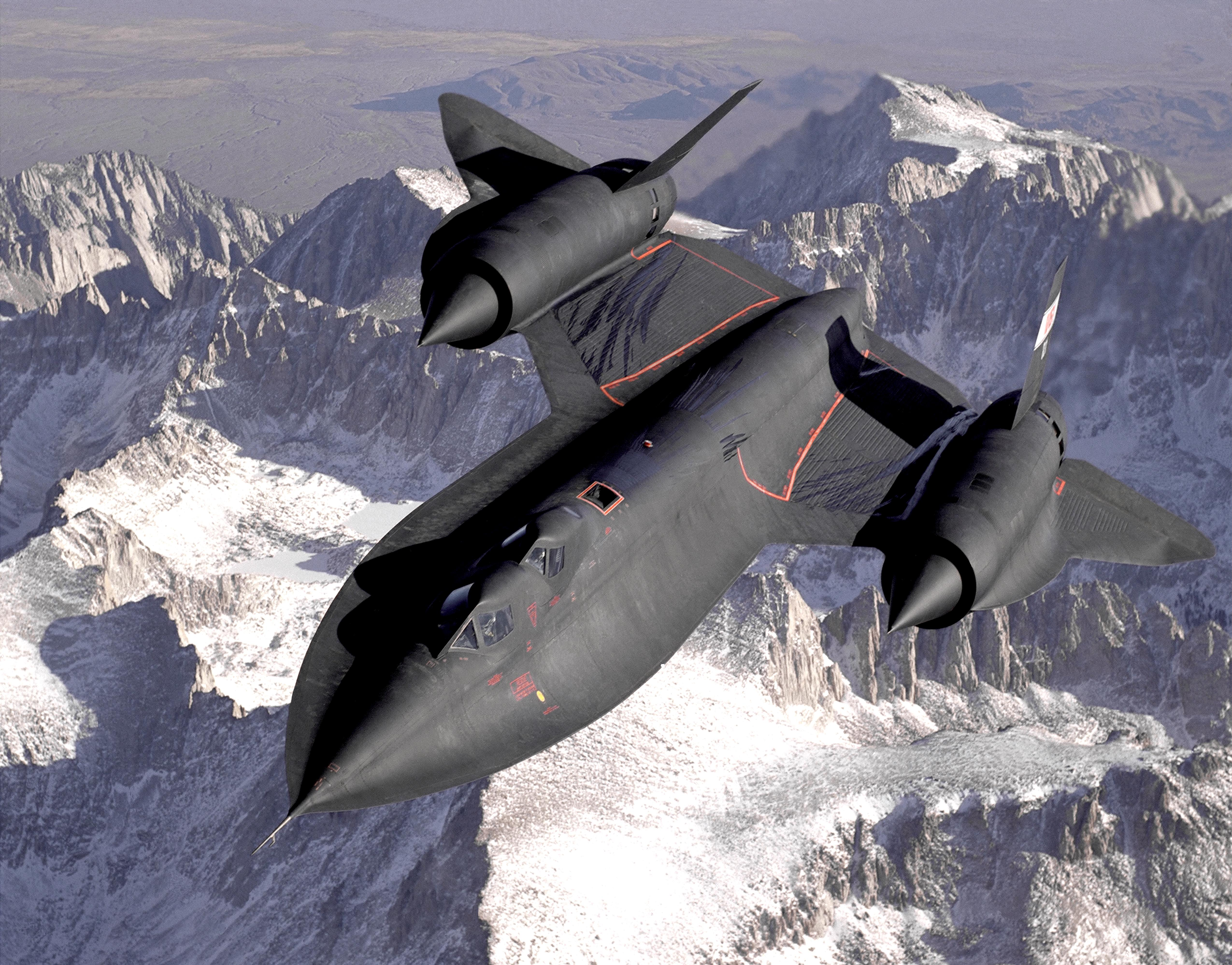
SR-71B

- P-38 ライトニング

偵察機
- U-2
- SR-71 ブラックバード
- A-12

対潜哨戒機
- S-3 バイキング
- ハドソン
- P2V ネプチューン
- P-3 オライオン

輸送機
- C-5 ギャラクシー
- C-141 スターリフター
- C-130 ハーキュリーズ
- C-130J スーパーハーキュリーズ

練習機
- T-33

実験機
- X-44

攻撃ヘリコプター
- AH-56 シャイアン

#### 民間機

##### 旧ロッキード製
旅客機
- L-1011 トライスター
- ロッキード ジェットスター
- L-188 エレクトラ
- L-049 コンステレーション
  - L-749 コンステレーション

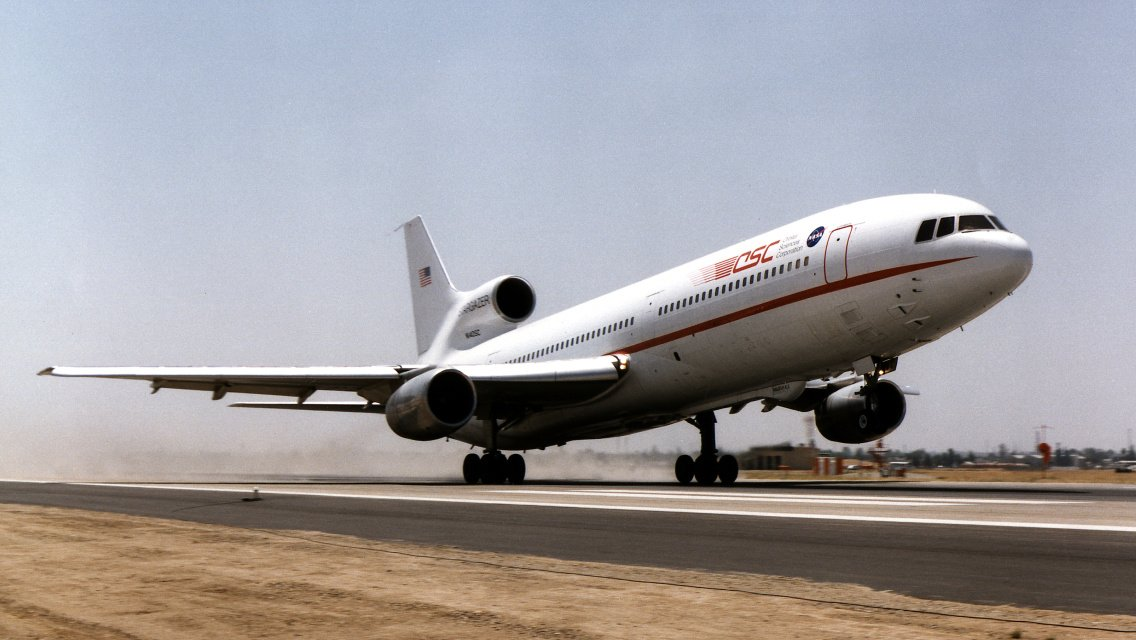
ロッキード トライスター

  - L-1049 スーパー・コンステレーション
  - L-1649 スターライナー
- ロッキード L-18 ロードスター
- ロッキード L-10 エレクトラ
- ベガ
- L-2000（超音速旅客機、計画中止）

### 艦船

#### 現ロッキード・マーティン製
- フリーダム級沿海域戦闘艦

#### 旧ロッキード製
- 実験艦「シー・シャドウ」

### ロケット、人工衛星、ミサイル

#### 現ロッキード・マーティン製
- ミルスター (Milstar)
- アトラス
- FGM-172 SRAW
- AGM-142 ハヴ・ナップ
- バンカーバスター
- オライオン 開発中
- AIM-260 開発中
- 中距離拡大防空システム
- THAADミサイル

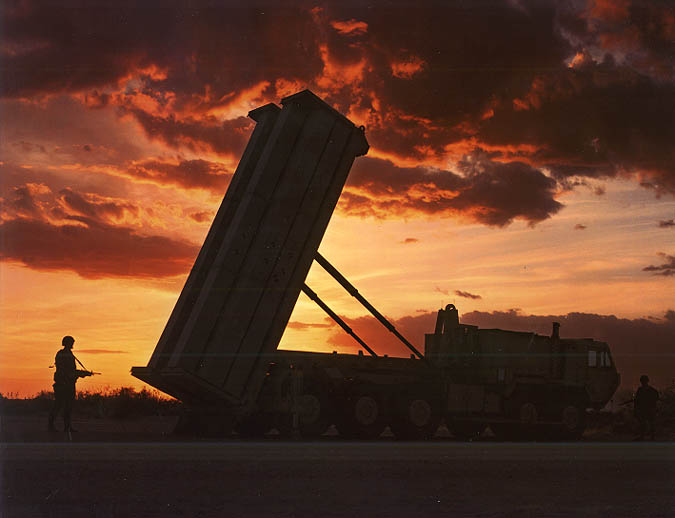
THAADミサイルランチャー

- M270 MLRS （旧チャンス・ヴォート（Chance Vought Corporation））
- MGM-140 ATACMS
- スコーピオンミサイル
- アスロック （旧ロラール）
- RUM-139 VLA （旧ロラール）
- LRASM
- AGM-158 JASSM-ER
- IKONOS(リモートセンシング衛星)
- N-SAT-110
- Polar
- MGM-140 ATACMS
- MGM-166 LOSAT
- SBIRS

#### 旧ロッキード製
ミサイル
- MIM-104 パトリオット
- トライデント
- アテナロケット

#### 旧マーティン・マリエッタ製
- タイタン
- AGM-114 ヘルファイア
- FGM-148 ジャベリン

### その他
- イージスシステム
- Prepar3D
- AN/FPS-117
- AN/AAQ-33
- AN/SPY-1
- AN/SPY-7